# Sécheresse de 2010–2013 dans le sud des États-Unis et au Mexique

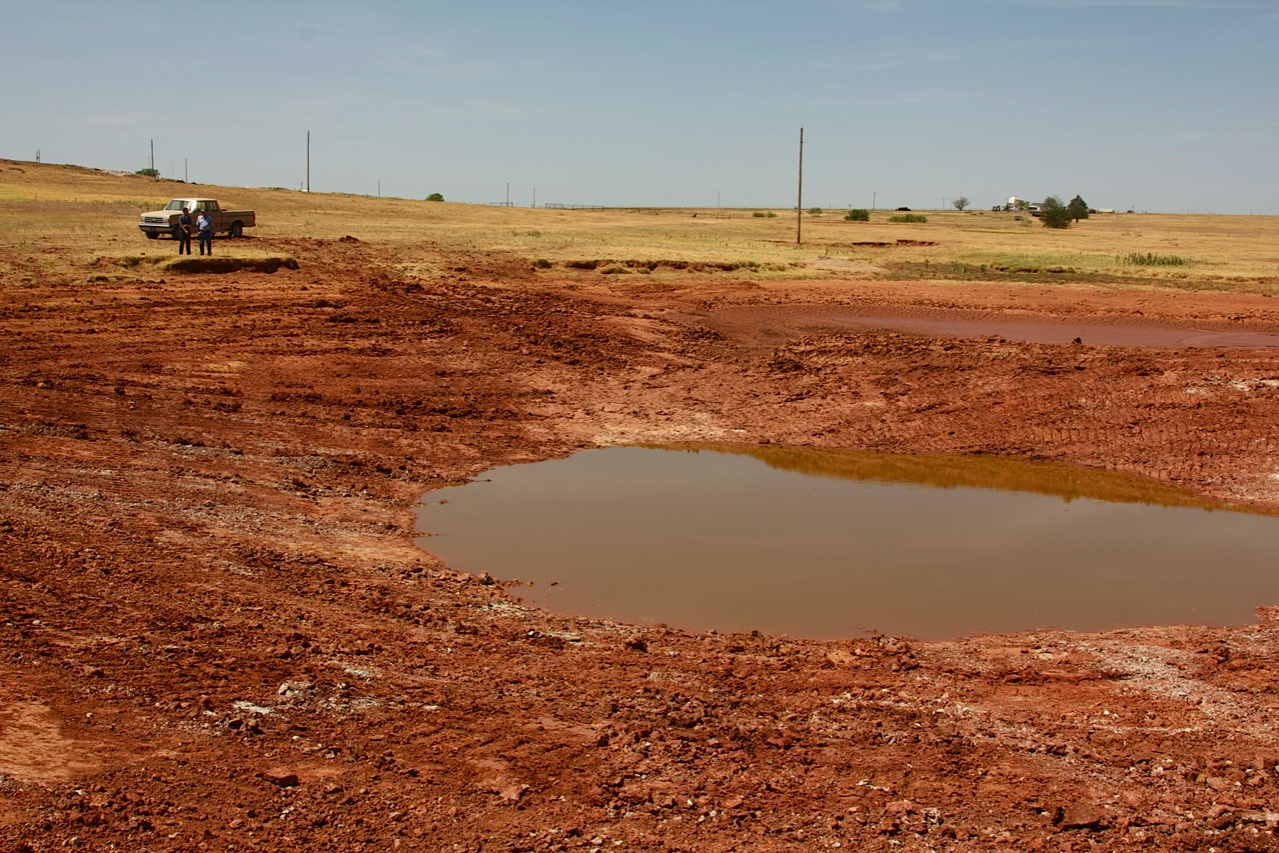
Lac asséché de l'Oklahoma

La sécheresse de 2010–2013 dans le sud des États-Unis et au Mexique a été un phénomène de sécheresse extrême qui s'est étendu sur une zone géographique allant du sud des États-Unis (notamment dans des régions du Texas, de la Louisiane, de l'Arkansas, du Mississippi, de l'Alabama, de la Géorgie, de la Caroline du Nord et de l'Oklahoma) aux États du Sud-Ouest (tels que le Kansas, le Colorado, le Nouveau-Mexique, l'Arizona) et incluant une grande partie du Mexique, sur une période de trois ans, de 2010 à 2013. 

## Effets

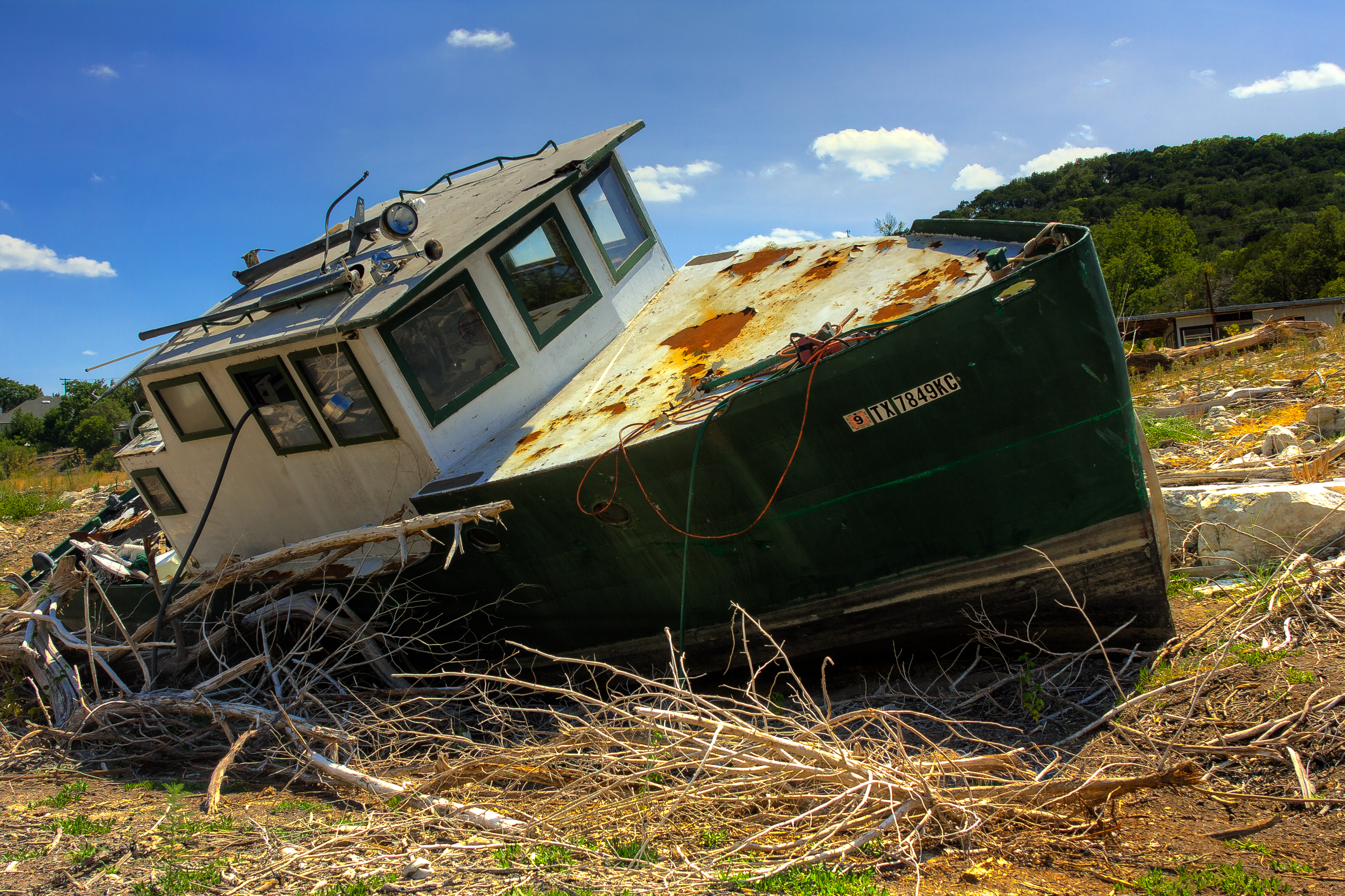
La sécheresse a asséché la plupart des cours d'eau du centre du Texas. Ce bateau s'est échoué au milieu de ce qui est normalement une branche du lac Travis, une partie du fleuve Colorado.

La sécheresse a causé un manque d'eau sévère dans le sud des Grandes Plaines et des montagnes Rocheuses, ainsi que de nombreux feux de forêt. Le Mexique a également été sérieusement touché par la sécheresse, qui a décimé les cultures, tué plus d'un million de bovins et mis en difficulté les populations sur l'approvisionnement local en eau et en nourriture. La sécheresse a été décrite comme la pire que le pays ait connue depuis 70 ans,. 
À la fin du mois d'août 2011, 251 des 254 comtés du Texas avaient interdit le brûlage en extérieur. Le 30 août, plusieurs maisons d'Oklahoma City ont été détruites, ainsi que 1 500 acres de terres boisées. Des centaines de maisons ont dû être évacuées. 
La sécheresse a eu un effet néfaste sur les élevages de bétail du Texas et de l'Oklahoma, ramenant le cheptel national à son plus bas niveau depuis des décennies. 
Les précipitations printanières de 2012 ont amélioré les conditions dans de nombreuses régions du Texas et, le 12 avril 2012, seul 14% de l'État restait classé en sécheresse exceptionnelle, contre 88% au plus fort de la sécheresse.

## Au Texas

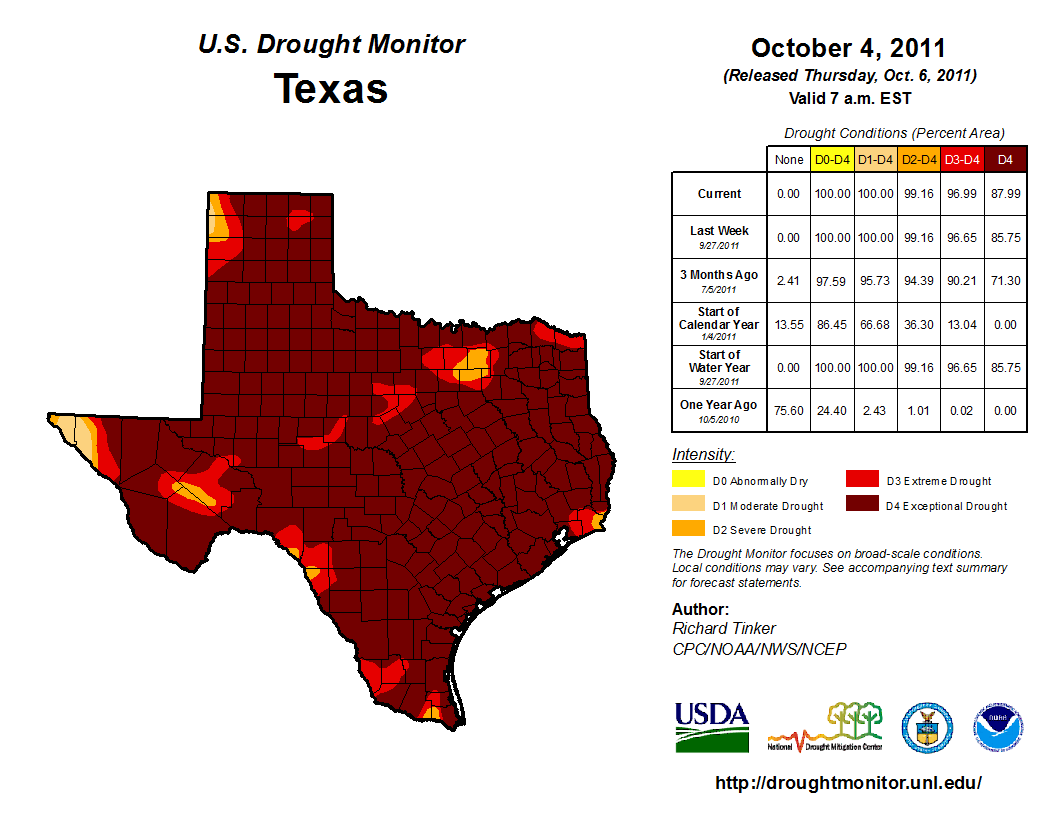
Une carte de la sécheresse au Texas, le 4 octobre 2011, au pic de l'évènement.

Selon l'U.S. Drought Monitor, le Centre national de lutte contre la sécheresse, le Département de l'Agriculture des États-Unis et la National Oceanic and Atmospheric Administration, à partir de fin novembre 2012, environ 4% du Texas restait dans un état de sécheresse qualifiée d'«extrême» ou «exceptionnelle». La sécheresse a entraîné des pertes en milliards de dollars pour l'État du Texas. Les agriculteurs et les éleveurs ont été parmi les plus durement touchés. 
La sécheresse et la chaleur sans précédent ont fait de 2011 la pire année de l'histoire des feux de forêts au Texas. Entre le 15 novembre 2010 et le 29 septembre 2011, 23 835 incendies au Texas ont brûlé plus de 3,8 millions d'acres et détruit 2 763 maisons.

## Voir également
- Réchauffement climatique
- Désertification
- La Niña (météorologie)